# Ferlach
Ferlach (Borovlje in sloveno) è un comune austriaco di 7 118 abitanti nel distretto di Klagenfurt-Land, in Carinzia; ha lo status di città (Stadtgemeinde). Nel 1927 ha inglobato il comune soppresso di Unterloibl, nel 1964 quello di Unterferlach e nel 1973 quello di Windisch Bleiberg.

## Geografia fisica
È la città più meridionale dell'Austria, al confine con la Slovenia, ed è capoluogo della Rosental. Si trova a 10 km a sud di Klagenfurt am Wörthersee, sulla sponda sud del fiume Drava. Vicino a Ferlach si trovano alcune alte montagne, tra cui il Ferlacher Horn (1 840 m s.l.m.).